# Colimawaldsänger

Verbreitungsgebiet des Colimawaldsängers
Brutgebiete
Überwinterungsgebiete

Der Colimawaldsänger (Leiothlypis crissalis; Syn. Vermivora crissalis) ist ein kleiner Vogel aus der Familie der Waldsänger (Parulidae). Colimawaldsänger wurden im Gegensatz zu anderen Waldsängerarten wenig studiert, sodass über die Lebensweise, die Gefährdung und die Populationsgröße wenig bekannt ist.
Colimawaldsänger haben ein bräunlich-graues Oberseitengefieder und ein gelbes Hinterteil. Das Gesicht, der Kehlbereich und die Brust sind grau. Um die Augen tragen sie einen weißen Ring. Die Männchen tragen auf der Krone einen orangen Fleck, der jedoch meist versteckt in den Kronfedern gebettet ist.
Sie brüten in den Chisos Mountains des Nationalparks Big-Bend-Nationalpark in Westtexas und in der Sierra Madre Occidental in Mexiko.